# Пьянов, Юрий Васильевич
Ю́рий Васи́льевич Пьяно́в (4 января 1947, Ухта, Коми АССР, СССР) — советский футболист, тренер.

## Карьера
Родился в городе Ухта в семье военнослужащего. В шесть лет переехал в Иваново. Воспитанник ивановского футбола. Рекордсмен ивановского «Текстильщика» по числу сыгранных матчей в первенствах СССР — 476 игр. Был капитаном команды. В качестве тренера приводил «Текстильщик» к победе в кубке РСФСР. Затем несколько лет успешно работал с владимирским «Торпедо». Под его руководством свой путь в большом футболе начинали известные владимирские футболисты Игорь Асланян, Игорь Варламов, Дмитрий Вязьмикин, Евгений Дурнев, Дмитрий Прошин.
Сын Юрия Пьянова Валерий тоже был футболистом. Он провел 2 сезона в составе «Торпедо»